# Tylecodon pygmaeus
Tylecodon pygmaeus är en fetbladsväxtart som först beskrevs av Winsome Fanny 'Buddy' Barker, och fick sitt nu gällande namn av H. Tölken. Tylecodon pygmaeus ingår i släktet Tylecodon och familjen fetbladsväxter. Inga underarter finns listade i Catalogue of Life.